# لودمیا آلکسویا
لودمیا آلکسویا (روسی: Людми́ла Миха́йловна Алексе́ева؛ ۲۰ ژوئیهٔ ۱۹۲۷ – ۸ دسامبر ۲۰۱۸) تاریخ‌نگار، پدیدآور، فعال حقوق بشر، و نویسنده اهل اتحاد جماهیر شوروی  بود. آلکسویا یکی از مورخان روسیه بود، او عضو بنیانگذار سازمان دیده‌بان گروه هلسینکی مسکو و یکی از آخرین مخالفان شوروی در روسیه مدرن بود.
وی همچنین برندهٔ جوایزی همچون لژیون دونور، لژیون دونور (افسر)، جایزه ساخاروف، نشان افتخار شایستگی جمهوری فدرال آلمان، و جایزه اولاف پالمه شده‌است.

## زندگی‌نامه

### دوره شوروی
در آوریل ۱۹۶۸، آلکسویا از حزب کمونیست اتحاد شوروی و همچنین از شغل خود که در خانه انتشارات شاغل بود اخراج شد. با این وجود، به فعالیت‌های خود در دفاع از حقوق بشر ادامه داد. وی از ۱۹۶۸ تا ۱۹۷۲ به صورت مخفیانه به عنوان تایپیست در اولین بولتن زیرزمینی کرونیکل که رویدادهای مربوط به نقض حقوق بشر در اتحاد جماهیر شوروی را منعکس می‌کرد مشغول به کار شد.
در فوریه ۱۹۷۷، آلکسویا پس از سرکوب اعضای «کرونیکل» توسط مقامات شوروی از شوروی به ایالات متحده گریخت. در ایالات متحده آمریکا، آلکسویا همچنان به حمایت از فعالیت‌های حقوق بشر در روسیه ادامه داد و به‌طور داوطلب برای رادیو اروپای آزاد / رادیو آزادی و صدای آمریکا کار کرد. او در سال ۱۹۸۲ تابعیت ایالات متحده را گرفت.

### بازگشت به روسیه
در سال ۱۹۸۹، دوباره گروه حقوق بشر هلسینکی را که در سال ۱۹۸۲ از هم پاشید بازگشایی کرد. در سال ۱۹۹۳، پس از فروپاشی اتحاد جماهیر شوروی به روسیه بازگشت و در سال ۱۹۹۶ ریاست گروه هلسینکی مسکو را به دست گرفت. در سال ۲۰۰۰، آلکسویا به کمیسیون مشورتی ولادیمیر پوتین رئیس‌جمهور در مورد مسائل حقوق بشر پیوست، حرکتی که موجب انتقاد سایر فعالان مدنی شد.
آلکسویا نسبت به وضعیت حقوق بشر در روسیه به کرملین انتقاد کرد و دولت را به نقض بسیاری از حقوق پایه‌ای بشر متهم کرد، از جمله ممنوعیت‌های برگزاری جلسات و تظاهرات غیر خشونت‌آمیز و تشویق افراط گرایان به برگزاری تظاهرات ناسیونالیستی، از جمله در حمایت از تبعید جمعی گرجی‌ها در سال ۲۰۰۶و حملات پلیس علیه خارجی‌هایی که در خیابان دستفروش بودند.

### استراتژی ۳۱

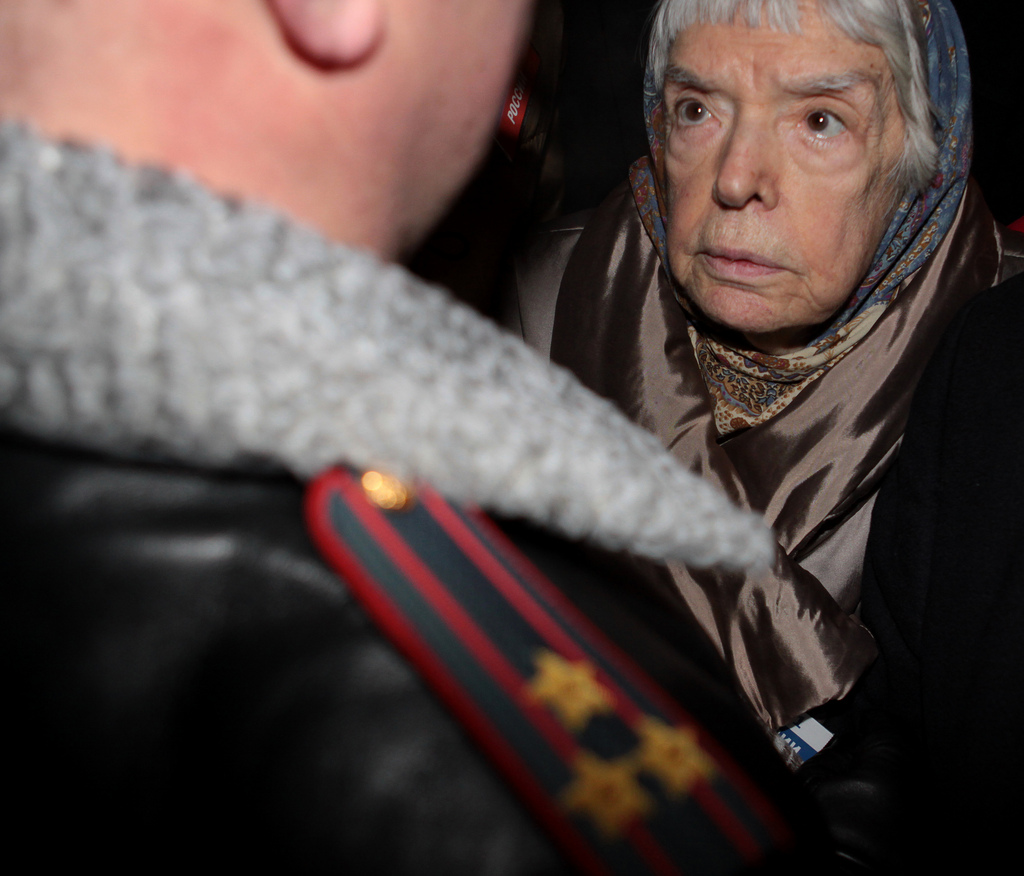
آلکسویا در تظاهرات استراتژی ۳۱, ۲۰۱۰

از ۳۱ اوت ۲۰۰۹، آلکسویا یک فعال ثابت در تظاهرات استراتژی ۳۱ بود. یک تظاهرات عادی شهروندان در میدان ترایام‌فالنا مسکو در دفاع از ماده ۳۱ قانون اساسی روسیه (در مورد آزادی اجتماعات). در ۳۱ دسامبر سال ۲۰۰۹، در جریان یکی از همین اعتراضات، آلکسویا توسط پلیس ضد شورش (OMON) دستگیر شد و با چندین نفر دیگر به ایستگاه پلیس برده شد. این رویداد موجب اعتراض و انعکاس قوی در روسیه و خارج از کشور شد. جرزی بوزک، رئیس پارلمان اروپا، در مورد دستگیری و بازداشت آلکسویا و دیگران توسط پلیس آن‌را «بسیار ناامید و شوکه کننده» خواند. شورای امنیت و ایالات متحده نسبت به بازداشت‌ها ابراز نگرانی کردند. نیویورک تایمز یک مقاله مقدماتی در مورد این تظاهرات اعتراضی با عنوان "آزمایش شده توسط بسیاری از دشمنان، تحمل ناپذیری مصائب یک شهروند مخالف" منتشر کرد.